# Cylindromyia tibetensis
Cylindromyia tibetensis är en tvåvingeart som beskrevs av Sun och Marshall 1995. Cylindromyia tibetensis ingår i släktet Cylindromyia och familjen parasitflugor. Inga underarter finns listade i Catalogue of Life.